# NARグランプリダートグレード競走特別賞
NARグランプリ・ダートグレード競走特別賞（エヌエーアールグランプリダートグレードきょうそうとくべつしょう）とはNARグランプリの部門のひとつである。2008年より選出が行われている。前身はダート競走格付け委員会により選出されていたダートグレード競走最優秀馬（ダートグレードきょうそうさいゆうしゅうば）。

## 歴史
1997年4月より発足したダートグレード競走における表彰制度として、ダート競走格付け委員会により「ダートグレード競走最優秀馬」が選出されていた。これは1997年度にダートグレード競走が始まった当時、競馬の表彰の主要なものにはJRA賞・NARグランプリの2つがあったがそれらは表彰対象がそれぞれの団体に属する競走馬に限られていたため中央競馬・地方競馬に関わらず全国規模でダートグレード競走における優秀馬を表彰するために制定されたものである。表彰式はNARグランプリの式典で、地方競馬の最優秀者（競走馬）の表彰と一緒に行われていた。基本的に最優秀馬のみ選定されるが、1997年のみホクトベガが特別賞に選出された。
2008年10月にダートグレード競走の格付けが日本グレード格付け管理委員会に移管されたことに伴い、ダート競走格付け委員会が解散した。これに伴いダートグレード競走最優秀馬の選出は2007年までとなり、2008年よりダートグレード競走における表彰制度としてNARグランプリの一環として表彰されるダートグレード競走特別賞が創設された。

## JRA賞最優秀ダートホースとの違い
どちらもダート馬を選定する賞であるが、選定過程の違いにより選出馬の傾向に相違がある。
JRA賞はその年の「ダート」で活躍した競走馬を「中央競馬担当記者の投票」によって選出する。一方、NARグランプリは「地方競馬で実施されたダート交流重賞」で活躍した競走馬を「優秀馬選定委員会の合議」によって選定する。そのため、JRA賞はJRAの重賞（とりわけチャンピオンズカップ（旧・ジャパンカップダート））が重く見られた結果の競走馬に多く投票が集まるのに対し、NARグランプリは地方競馬で実施される10のGIの結果の評価によって決められる。

## 歴代受賞馬

### ダートグレード競走最優秀馬
| 年度   | 受賞馬             | 性齢 | 所属 | 成績    | 成績   | ダートグレード競走勝利                                                                 | 管理調教師        |
| ------ | ------------------ | ---- | ---- | ------- | ------ | -------------------------------------------------------------------------------------- | ----------------- |
| 1997年 | トーヨーシアトル   | 牡4  | JRA  | 9戦3勝  | 7戦3勝 | 東京大賞典・東海菊花賞・平安ステークス                                                 | 松永善晴          |
| 1998年 | アブクマポーロ     | 牡6  | 船橋 | 9戦8勝  | 7戦6勝 | 川崎記念・帝王賞・東京大賞典・ダイオライト記念・かしわ記念・NTV盃                      | 出川克己          |
| 1999年 | メイセイオペラ     | 牡5  | 岩手 | 6戦5勝  | 3戦2勝 | フェブラリーステークス・帝王賞                                                         | 佐々木修一        |
| 2000年 | ウイングアロー     | 牡5  | JRA  | 6戦3勝  | 6戦3勝 | フェブラリーステークス・ジャパンカップダート・ブリーダーズゴールドカップ               | 工藤嘉美 南井克巳 |
| 2001年 | クロフネ           | 牡3  | JRA  | 6戦4勝  | 2戦2勝 | ジャパンカップダート・武蔵野ステークス                                                 | 松田国英          |
| 2002年 | ゴールドアリュール | 牡3  | JRA  | 10戦5勝 | 4戦3勝 | ジャパンダートダービー・ダービーグランプリ・東京大賞典                                 | 池江泰郎          |
| 2003年 | アドマイヤドン     | 牡4  | JRA  | 5戦3勝  | 5戦3勝 | マイルチャンピオンシップ南部杯・JBCクラシック・エルムステークス                        | 松田博資          |
| 2004年 | アドマイヤドン     | 牡5  | JRA  | 7戦3勝  | 5戦3勝 | フェブラリーステークス・帝王賞・JBCクラシック                                          | 松田博資          |
| 2005年 | カネヒキリ         | 牡3  | JRA  | 9戦7勝  | 5戦4勝 | ジャパンダートダービー・ダービーグランプリ・ジャパンカップダート・ユニコーンステークス | 角居勝彦          |
| 2006年 | ブルーコンコルド   | 牡6  | JRA  | 8戦4勝  | 8戦4勝 | マイルチャンピオンシップ南部杯・JBCマイル・東京大賞典・黒船賞                          | 服部利之          |
| 2007年 | ヴァーミリアン     | 牡5  | JRA  | 5戦4勝  | 4戦4勝 | 川崎記念・JBCクラシック・ジャパンカップダート・東京大賞典                              | 石坂正            |

- 表彰馬の馬名の太字強調は最優秀ダートホースにも選出。
- 表彰馬の馬齢は2000年以前も現表記を用いる。
- 表彰馬の成績は1列目に当該年度の全成績、2列目に当該年度のダートグレード競走成績を掲載。
  - 1997年のトーヨーシアトルはダートグレード導入以前の同年3月までに出走した3競走も、後にダートグレード競走に格付けされたため含むこととする。

### NARグランプリダートグレード競走特別賞
| 年度   | 受賞馬             | 性齢 | 所属 | 成績    | 成績    | ダートグレード競走勝利                                                                      | 管理調教師 |
| ------ | ------------------ | ---- | ---- | ------- | ------- | ------------------------------------------------------------------------------------------- | ---------- |
| 2008年 | カネヒキリ         | 牡6  | JRA  | 3戦2勝  | 3戦2勝  | ジャパンカップダート・東京大賞典                                                            | 角居勝彦   |
| 2009年 | エスポワールシチー | 牡4  | JRA  | 6戦4勝  | 6戦4勝  | かしわ記念・マイルチャンピオンシップ南部杯・ジャパンカップダート・マーチステークス          | 安達昭夫   |
| 2010年 | スマートファルコン | 牡5  | JRA  | 7戦5勝  | 7戦5勝  | JBCクラシック・東京大賞典・浦和記念・かきつばた記念・さきたま杯                             | 小崎憲     |
| 2011年 | スマートファルコン | 牡6  | JRA  | 5戦5勝  | 5戦5勝  | ダイオライト記念・帝王賞・日本テレビ盃・JBCクラシック・東京大賞典                           | 小崎憲     |
| 2012年 | エスポワールシチー | 牡7  | JRA  | 8戦2勝  | 8戦2勝  | かしわ記念・マイルチャンピオンシップ南部杯                                                  | 安達昭夫   |
| 2013年 | ホッコータルマエ   | 牡4  | JRA  | 10戦7勝 | 10戦7勝 | 佐賀記念・名古屋大賞典・アンタレスステークス・かしわ記念・帝王賞・JBCクラシック・東京大賞典 | 西浦勝一   |
| 2014年 | ホッコータルマエ   | 牡5  | JRA  | 6戦3勝  | 5戦3勝  | 川崎記念・チャンピオンズカップ・東京大賞典                                                  | 西浦勝一   |
| 2015年 | ホッコータルマエ   | 牡6  | JRA  | 6戦2勝  | 5戦2勝  | 川崎記念・帝王賞                                                                            | 西浦勝一   |
| 2016年 | コパノリッキー     | 牡6  | JRA  | 7戦3勝  | 7戦3勝  | かしわ記念・帝王賞・マイルチャンピオンシップ南部杯                                          | 村山明     |
| 2017年 | コパノリッキー     | 牡7  | JRA  | 6戦3勝  | 6戦3勝  | かしわ記念・マイルチャンピオンシップ南部杯・東京大賞典                                      | 村山明     |
| 2018年 | ルヴァンスレーヴ   | 牡3  | JRA  | 5戦4勝  | 4戦4勝  | ジャパンダートダービー・マイルチャンピオンシップ南部杯・チャンピオンズカップ                | 萩原清     |
| 2019年 | オメガパフューム   | 牡4  | JRA  | 6戦2勝  | 6戦2勝  | 帝王賞・東京大賞典                                                                          | 安田翔伍   |
| 2020年 | クリソベリル       | 牡4  | JRA  | 4戦2勝  | 3戦2勝  | 帝王賞・JBCクラシック                                                                       | 音無秀孝   |
| 2021年 | カジノフォンテン   | 牡5  | 船橋 | 6戦3勝  | 5戦2勝  | 川崎記念・かしわ記念                                                                        | 山下貴之   |
| 2022年 | ショウナンナデシコ | 牝5  | JRA  | 9戦4勝  | 9戦4勝  | エンプレス杯・マリーンカップ・かしわ記念・スパーキングレディーカップ                        | 須貝尚介   |
| 2023年 | ウシュバテソーロ   | 牡6  | JRA  | 5戦4勝  | 3戦3勝  | 川崎記念・ドバイワールドC・東京大賞典                                                       | 高木登     |
| 2024年 | フォーエバーヤング | 牡3  | JRA  | 6戦4勝  | 2戦2勝  | ジャパンダートクラシック・東京大賞典                                                        | 矢作芳人   |

- 表彰馬の馬名の太字強調は最優秀ダートホースにも選出。
- 表彰馬の成績は1列目に当該年度の全成績、2列目に当該年度のダートグレード競走成績を掲載。